# Diaptomus muelleri
Diaptomus mulleri – wątpliwy gatunek widłonoga z rodziny Diaptomidae. Opisał go w 1806 roku francuski biolog André Étienne d'Audebert de Férussac, nadając mu nazwę Cyclops muelleri. Epitet gatunkowy upamiętnia duńskiego przyrodnika Ottona Friedricha Müllera.